# Ereky István
Ereky István (Esztergom, 1876. december 26. – Budapest,1943. május 21.) egyetemi tanár, jogtudós, a Magyar Tudományos Akadémia tagja (levelező: 1921, rendes: 1934). Somogy vármegyei Lipótfán, családi sírboltba temették.
Kutatási területe: A helyhatósági önkormányzat. A közigazgatási jog kútfőinek, rendszerének és tárgykörének kérdései. Jogtörténet, jogszociológia.

## Életpályája
Ereky István Wittmann István fiaként született. A Wittmann nevet a család 1893-ban változtatta Erekyre. Jogi egyetemi tanulmányait a budapesti és Bécsi Egyetemen folytatta. 1898-ban az állam- és jogtudományi doktori oklevelet, 1909-ben pedig a közigazgatási jogi tanári képesítést a budapesti tudományegyetemen szerezte.  
A jogi pályán 1898-ban indult el, előbb joggyakornok a budapesti Büntető Járásbíróságon, aztán aljegyző és jegyző a rétsági, illetve a sümegi Járásbíróságon, majd tanácsjegyző a győri Ítélőtáblán. 28 éves, amikor a jogtörténet, a közigazgatás és a statisztika rendkívüli tanáraként meghívták az eperjesi Evangélikus Jogakadémiára, ahol 1909-től – már a tanári képesítés birtokában – rendes tanárrá nevezték ki. 1909-ben a Budapesti Egyetemen magántanárrá képesítették. 1910-ben a kultusztárca megbízásából egy évre Angliába ment az ottani helyi önkormányzatok, az egyetemi oktatási rendszer és a szociológia tanulmányozására. Eperjesről 1914-ben a már két éve működő, Erzsébet királynéról elnevezett, pozsonyi egyetemre került – közigazgatási és pénzügyi jogi nyilvános rendes tanárnak. Ebben az időszakban előbbi tárgyakból a magyaróvári Gazdasági Akadémián is tartott órákat. 
Pozsonyból – a világháború utáni zűrzavaros helyzet és a csehszlovák kiutasítás miatt – távozni kényszerült. 1921 szeptemberétől 1940 októberéig a Szegedi Ferenc József Tudományegyetemen folytatta oktatói és tudományos tevékenységét a Magyar közigazgatási és pénzügyi jogi tanszéken, ahol 1922-től megbízott, majd 1925-től kinevezett tanszékvezetőként működött. Közben 1921-től 1927-ig és 1938–1940-ben magyar alkotmány- és jogtörténetet is tanított. Az 1923–1924-es, az 1931–1932-es és az 1939–1940-es tanévre a Jog- és Államtudományi Kar dékánjává, 1938–1939-ben pedig rektorrá is megválasztották. Ő volt a két világháború közti időszak ismert szegedi közigazgatási jogásza. A szegedi egyetem kolozsvári visszaköltözését követően, 1940 végétől haláláig a pécsi egyetemen ugyancsak a közigazgatási és pénzügyi jog professzora volt. 
1921-ben választották meg az MTA levelező, 1934-ben rendes tagjának. Számos tudományos és társadalmi tisztséget töltött be. 
1930-ban kiemelkedő oktatói és jogtudósi munkásságáért megkapta a legmagasabb hivatalos kulturális kitüntetést, a Corvin-koszorút. 
Szabadidejében szívesen foglalkozott műfordítással, Béranger, Victor Hugo és Lenau versfordításai jelentek meg. 

## Munkássága
Tudományos munkássága elején magánjogi kérdésekkel foglalkozott, a polgári törvénykönyv tervezetéről több tanulmánya jelent meg, amelyek a közjoggal is érintkeztek. Emellett a jogtörténet, az alkotmányjog, a jogelmélet és jogbölcselet területén is jártasságról tett tanúbizonyságot. Az 1900-as évek második felétől egyre nagyobb mértékben a közigazgatási jogi (és részben a velük határos alkotmányjogi) témák kerültek kutatásainak előterébe. A vármegyei, a városi és községi önkormányzatok, valamint a közigazgatási jog rendszerének különböző aspektusait minden oldalról megvilágítva, részletekig hatóan és egyes szociológiai vonatkozásait is elemezve, jelentős terjedelmű műveket alkotott. A közigazgatás jogdogmatikai irányzatát magas szinten képviselte, és új elemekkel gazdagította a közigazgatás-tudományt, a vizsgált kérdések történelmi fejlődésének bemutatásával és nemzetközi összehasonlításával. Szakterületeinek részkérdéseiben is számos cikket és tanulmányt publikált, ezek nagy részét a Magyar Jogász Újság, a Jogtudományi Közlöny, a Budapesti Szemle, a Magyar Jogászegyleti Értekezések, az Akadémiai Értesítő, a Társadalomtudomány, a Városi Szemle, a Magyar Közigazgatás és a Pannonia című folyóiratokban tette közzé. A szegedi egyetemi kiadvány (Acta Litterarum ac Scientiarum Szeged) szerkesztőbizottságának hosszú ideig elnöke volt.

## Művei
- Tanulmányok a magyar általános polgári törvénykönyv tervezete köréből. Budapest: Franklin, 1903. XII, 390 p.
- A magyar helyhatósági önkormányzat: vármegyék és községek. Budapest: Grill, 1908. 1-2 kötet

- 1.kötet: 359 p.
- 2.kötet: 387 p.
- Tanulmányok a vármegyei önkormányzat köréből. Budapest: Grill, 1908. VIII, 332 p.
- A magyar helyhatósági önkormányzat: vármegyék és községek. Budapest : Grill, 1910.
- A többes szavazat Angliában. Budapest: Franklin Ny., 1912. [3], 76-94. p.
- Jogtörténelmi és közigazgatási jogi tanulmányok. Eperjes: Sziklai H., 1917. 2 db
- 1.kötet: 402 p.
- 2.kötet: 686 p.
- A magyar trón megüresedésének kérdéséhez. Budapest: Pallas, 1921. 37 p.
- A közigazgatási jog kialakulása Franciaországban. Pécs: Dunántúl, 1925. 42 p.
- A magyar felsőház. Budapest: Magyar Társadalomtudományi Társulat, 1925. 36 p.
- A tárgyi és alanyi jogok dualismusa: az alanyi közjogok rendszere. Pécs: Dunántúl Egyetemi Ny, 1928. 123 p.
- Közigazgatási jogi jegyzetek. Szeged: Szent István Társulat szegedi fiókja, 1931. 438 p.
- Közigazgatási reform és a nagyvárosok önkormányzata. Budapest, 1932. (Az MTA nagyjutalmát nyerte el.)
- Önkormányzat az Északamerikai Egyesült Államokban. Budapest: Budapest Székesfőváros Statisztikai Hivatala, 1934. 88 p.
- Egy jogtörténelmi vonatkozású per irataiból: 1.. Szeged : Szeged Városi Nyomda és Könyvkiadó Rt., 1935. 23 p.
- A közigazgatási aktusok által okozott sérelmek hatósági orvoslása. Szeged: Városi Nyomda és Könyvkiadó Rt., 1935. 37 p.
- Egyetemi reform : az egyetemi szelekció reformja. Szeged: M. Kir. Ferencz József-Tud.egy. Barátainak Egyesülete, 1937. 237 p.
- Az egyetemi vizsgálatok és szigorlatok kérdése általában. Budapest: Egyetemi Ny., 1937. 34 p.
- Hozzászólás az 1936. évi Országos Felsőoktatási kongresszus jogi és közgazdasági szakosztályán tartott előadásokhoz. Budapest: Egyetemi Ny., 1937. 7 p.
- The origin of modern local government in Hungary. Budapest: Society of the Hungarian Quarterly, 1938. 12 p.
- Közigazgatás és önkormányzat. Budapest, 1939
- A tárgyi jog dualizmusza. Budapest: Grill Károly Könyvkiadóvállalata, 1939. 38 p.
- A modern magyar közigazgatás kialakulása. Pécs,1942. 65 p.
- Adalékok a modern magyar pénzügyi közigazgatás kialakulásához. Pécs : Dunántúl, 1943. 29 p.

## Műveinek újabb kiadásai
- Ereky István: Közigazgatás és önkormányzat. Koi Gyula bevezető tanulmányával. Államtudományi klasszikusok 8. (Sorozatszerkesztők: Patyi András – Trócsányi László). Budapest, Ludovika Egyetemi Kiadó Nonprofit Kft. – Ludovika Press (2020) , 433 p. ISBN 9789635313723 ISBN 9789635313730

## Tudományos tisztség
- MTA Jogtudományi Bizottság tag (1929-1942)
- Országos Felsőoktatási Tanács, tag
- Országos Ösztöndíjtanács, meghívott tag

## Társasági tagság
- Magyar Jogászegylet Közigazgatási Szakosztály, alelnök

## Kitüntetések
- Sztrókay-díj (1923)
- Marczibányi-díj (1930)
- Corvin-koszorú (1930)
- MTA nagyjutalma (1939)
- Észt Vörös Kereszt II. o. 1. fokozat